# Гидроксид натрия
Гидрокси́д на́трия (лат. Nátrii hydroxídum, Sodii hydroxídum, в Древнем Риме Lixīvĭum; др. названия — каустическая со́да, е́дкий натр, гидроо́кись на́трия, хим. формула — NaOH) — неорганическое химическое соединение, являющееся самой распространённой щёлочью. В год в мире производится и потребляется около 57 миллионов тонн едкого натра, имеет очень широкое применение в промышленности. Гигроскопичен, токсичен, вызывает химические ожоги, при попадании в глаза может вызвать слепоту, водный раствор разрушает алюминий. При работе с веществом в лаборатории требуется использование защитных перчаток и защитных очков.

## История
История тривиальных названий как гидроксида натрия, так и других щелочей основывается на их свойствах. Название «едкая щёлочь» обусловлено свойством вещества разъедать кожу (вызывая сильные химические ожоги), бумагу и другие органические вещества. До XVII века щёлочью (фр. alkali) называли также карбонаты натрия и калия. В 1736 году французский учёный Анри Дюамель дю Монсо впервые указал на различие этих веществ: гидроксид натрия получил название «каустическая сода», карбонат натрия — «кальцинированная сода», а карбонат калия — «поташ».
В настоящее время содой принято называть натриевые соли угольной кислоты. В английском и французском языках лат. sodium означает «натрий», а potassium — «калий».

## Физические свойства
Гидроксид натрия — белое твёрдое вещество. Сильно гигроскопичен, на воздухе «расплывается», активно поглощая пары воды и углекислый газ из воздуха. Хорошо растворяется в воде, при этом выделяется большое количество теплоты. Раствор едкого натра мылок на ощупь.
Термодинамика растворов
ΔH0 растворения для бесконечно разбавленного водного раствора −44,45 кДж/моль.
Из водных растворов при +12,3…+61,8 °C кристаллизуется моногидрат (ромбическая сингония), температура плавления +65,1 °C; плотность 1,829 г/см3; ΔH0обр −425,6 кДж/моль), в интервале от −28 до −24 °C — гептагидрат, от −24 до −17,7 °C — пентагидрат, от −17,7 до −5,4 °C — тетрагидрат (α-модификация). Растворимость в метаноле 23,6 г/л (t = +28 °C), в этаноле 14,7 г/л (t = +28 °C). NaOH·3,5Н2О (температура плавления +15,5 °C).

## Химические свойства
Гидроксид натрия (едкая щёлочь) — сильное химическое основание (к сильным основаниям относят гидроксиды, молекулы которых полностью диссоциируют в воде), к которым относят гидроксиды щелочных и щёлочноземельных металлов подгрупп IА и IIА периодической системы химических элементов Д. И. Менделеева, KOH (едкое кали), Ba(OH)2 (едкий барит), LiOH, RbOH, CsOH, а также гидроксид одновалентного таллия TlOH. Щёлочность (основность) определяется валентностью металла, радиусом внешней электронной оболочки и электрохимической активностью: чем больше радиус электронной оболочки (увеличивается с порядковым номером), тем легче металл отдаёт электроны, и тем выше его электрохимическая активность и тем левее располагается элемент в электрохимическом ряду активности металлов, в котором за ноль принята активность водорода. 
 Водные растворы NaOH имеют сильную щелочную реакцию (pH 1%-го раствора = 13,4). Основными методами определения щелочей в растворах являются реакции на гидроксид-ион (OH−), (c фенолфталеином — малиновое окрашивание и метиловым оранжевым (метилоранжем) — жёлтое окрашивание). Чем больше гидроксид-ионов находится в растворе, тем сильнее щёлочь и тем интенсивнее окраска индикатора.
Гидроксид натрия вступает в следующие реакции:
с кислотами, амфотерными оксидами и гидроксидами
- c кислотами — с образованием солей и воды:

{\displaystyle {\mathsf {NaOH+HCl\rightarrow NaCl+H_{2}O}}};
{\displaystyle {\mathsf {NaOH+H_{2}S\rightarrow NaHS+H_{2}O}}} (кислая соль, при отношении 1:1);
{\displaystyle {\mathsf {2NaOH+H_{2}S\rightarrow Na_{2}S+2H_{2}O}}} (в избытке NaOH).
Общая реакция в ионном виде:
{\displaystyle {\mathsf {OH^{-}+H^{+}\rightarrow H_{2}O}}};
- с амфотерными оксидами обладающими как основными, так и кислотными свойствами, и способностью реагировать с щелочами, как с твёрдыми при сплавлении:

{\displaystyle {\mathsf {2NaOH+ZnO\ {\xrightarrow[{}]{500-600^{o}C}}\ Na_{2}ZnO_{2}+H_{2}O}}};
{\displaystyle {\mathsf {2NaOH+ZnO+H_{2}O\rightarrow Na_{2}[Zn(OH)_{4}]}}} — в растворе;
с амфотерными гидроксидами
{\displaystyle {\mathsf {NaOH+Al(OH)_{3}\ {\xrightarrow {1000^{o}C}}\ NaAlO_{2}+2H_{2}O}}} — при сплавлении;
{\displaystyle {\mathsf {3NaOH+Al(OH)_{3}\rightarrow Na_{3}[Al(OH)_{6}]}}} — в растворе;
с солями в растворе:
{\displaystyle {\mathsf {2NaOH+CuSO_{4}\rightarrow Cu(OH)_{2}\!\downarrow +Na_{2}SO_{4}}}}
Гидроксид натрия используется для осаждения гидроксидов металлов. К примеру, так получают гелеобразный гидроксид алюминия, действуя гидроксидом натрия на сульфат алюминия в водном растворе, при этом избегая избытка щёлочи и растворения осадка. Его и используют, в частности, для очистки воды от мелких взвесей.
c неметаллами:
например, с фосфором — с образованием гипофосфита натрия:
{\displaystyle {\mathsf {4P+3NaOH+3H_{2}O\rightarrow PH_{3}\!\uparrow +3NaH_{2}PO_{2}}}};
с серой
{\displaystyle {\mathsf {3S+6NaOH\rightarrow 2Na_{2}S+Na_{2}SO_{3}+3H_{2}O}}};
с галогенами
{\displaystyle {\mathsf {2NaOH+Cl_{2}\rightarrow NaClO+NaCl+H_{2}O}}} (дисмутация хлора в разбавленном растворе при комнатной температуре);
{\displaystyle {\mathsf {6NaOH+3Cl_{2}\rightarrow NaClO_{3}+5NaCl+3H_{2}O}}} (дисмутация хлора при нагревании в концентрированном растворе).
с металлами
Гидроксид натрия вступает в реакцию с алюминием, цинком, титаном. Он не реагирует с железом и медью (металлами, которые имеют низкий электрохимический потенциал). Алюминий легко растворяется в едкой щёлочи с образованием хорошо растворимого комплекса — тетрагидроксоалюмината натрия и водорода:
{\displaystyle {\mathsf {2Al+2NaOH+6H_{2}O\rightarrow 2Na[Al(OH)_{4}]+3H_{2}\!\uparrow }}.}
Эта реакция использовалась в первой половине XX века в воздухоплавании: для заполнения водородом аэростатов и дирижаблей в полевых (в том числе боевых) условиях, так как данная реакция не требует источников электроэнергии, а исходные реагенты для неё могут легко транспортироваться.
Гидроксид натрия используется в солях для перевода из одного кислотного остатка в другой:
{\displaystyle {\mathsf {K_{2}Cr_{2}O_{7}+2NaOH\rightarrow K_{2}CrO_{4}+Na_{2}CrO_{4}+H_{2}O}}.}
с эфирами, амидами и алкилгалогенидами (гидролиз):

Гидролиз эфиров

с жирами (омыление) такая реакция необратима, так как получающаяся кислота со щёлочью образует мыло и глицерин. Глицерин впоследствии извлекается из подмыльных щёлоков путём вакуум-выпарки и дополнительной дистилляционной очистки полученных продуктов. Этот способ получения мыла был известен на Ближнем Востоке с VII века.
В результате взаимодействия жиров с гидроксидом натрия получают твёрдые мыла (они используются для производства кускового мыла), а с гидроксидом калия либо твёрдые, либо жидкие мыла в зависимости от состава жира.
с многоатомными спиртами — с образованием алкоголятов:
{\displaystyle {\mathsf {HOCH_{2}CH_{2}OH+2NaOH\rightarrow NaOCH_{2}CH_{2}ONa+2H_{2}O}}.}

## Качественное определение ионов натрия

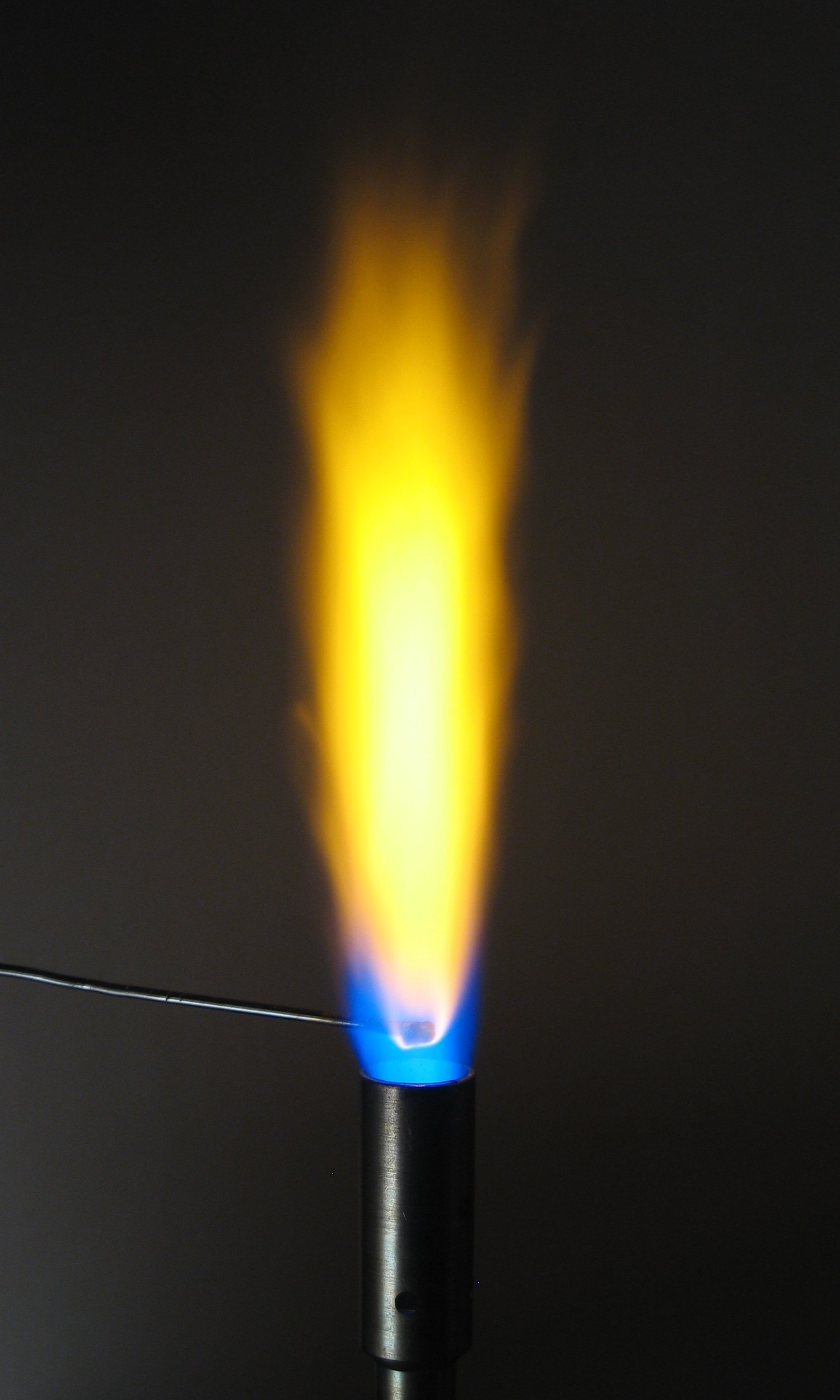
Атомы натрия придают пламени жёлтое свечение

1. По цвету пламени горелки — атомы натрия придают пламени жёлтую окраску.
2. С использованием специфических реакций на ионы натрия.

| Реагент     | Фторид аммония | Нитрит цезия-калия-висмута | Ацетат магния | Ацетат цинка  | Пикро- лоновая кислота | Диокси- винная кислота | Бромбензол- сульфокислота | Ацетат уранила-цинка |
| ----------- | -------------- | -------------------------- | ------------- | ------------- | ---------------------- | ---------------------- | ------------------------- | -------------------- |
| Цвет осадка | белый          | бледно-жёлтый              | жёлто-зелёный | жёлто-зелёный | белый                  | белый                  | бледно-жёлтый             | зеленовато-жёлтый    |

## Методы получения
Гидроксид натрия может получаться в промышленности химическими и электрохимическими методами.

### Химические методы получения гидроксида натрия
К химическим методам получения гидроксида натрия относятся пиролитический, известковый и ферритный.
Химические методы получения гидроксида натрия имеют существенные недостатки: расходуется большое количество энергоносителей, получаемый едкий натр сильно загрязнён примесями.
В настоящее время эти методы почти полностью вытеснены электрохимическими методами производства.

#### Пиролитический метод
Пиролитический метод получения гидроксида натрия является наиболее древним и начинается с получения оксида натрия Na2О путём прокаливания карбоната натрия (например, в муфельной печи). В качестве сырья может быть использован и гидрокарбонат натрия, разлагающийся при нагревании на карбонат натрия, углекислый газ и воду:
{\displaystyle {\mathsf {2NaHCO_{3}\ {\xrightarrow {250^{o}C}}\ Na_{2}CO_{3}+CO_{2}\!\uparrow +\ H_{2}O}}}
{\displaystyle {\mathsf {Na_{2}CO_{3}\ {\xrightarrow {1000^{o}C}}\ Na_{2}O+CO_{2}\!\uparrow }}}
Полученный оксид натрия охлаждают и очень осторожно (реакция происходит с выделением большого количества тепла) добавляют в воду:
{\displaystyle {\mathsf {Na_{2}O+H_{2}O\rightarrow 2NaOH}}}

#### Известковый метод
Известковый метод получения гидроксида натрия заключается во взаимодействии раствора соды с гашеной известью при температуре около 80 °С. Этот процесс называется каустификацией и проходит по реакции:
{\displaystyle {\mathsf {Na_{2}CO_{3}+Ca(OH)_{2}\rightarrow 2NaOH+CaCO_{3}\!\downarrow }}}
В результате реакции получается раствор гидроксида натрия и осадок карбоната кальция. Карбонат кальция отделяется от раствора фильтрацией, затем раствор упаривается до получения расплавленного продукта, содержащего около 92 % масс. NaOH. Затем NaOH плавят и разливают в железные барабаны, где он кристаллизуется.

#### Ферритный метод
Ферритный метод получения гидроксида натрия состоит из двух этапов:
{\displaystyle {\mathsf {Na_{2}CO_{3}+Fe_{2}O_{3}{\xrightarrow {850^{o}C}}2NaFeO_{2}+CO_{2}\!\uparrow }}}
{\displaystyle {\mathsf {2NaFeO_{2}+2H_{2}O\ {\xrightarrow {H^{+}}}\ 2NaOH+Fe_{2}O_{3}\cdot H_{2}O\!\downarrow }}}
Первая реакция представляет собой процесс спекания кальцинированной соды с окисью железа при температуре 800—900 °С. При этом образуется спёк — феррит натрия и выделяется двуокись углерода. Далее спёк обрабатывают (выщелачивают) водой по второй реакции; получается раствор гидроксида натрия и осадок Fe2O3{\displaystyle \cdot }nH2О, который после отделения его от раствора возвращается в процесс. Получаемый раствор щёлочи содержит около 400 г/л NaOH. Его упаривают до получения продукта, содержащего около 92 % масс. NaOH, а затем получают твёрдый продукт в виде гранул или хлопьев.

### Электрохимические методы получения гидроксида натрия
Способ основан на электролизе растворов галита (минерала, состоящего в основном из поваренной соли NaCl) с одновременным получением водорода и хлора. Этот процесс можно представить суммарной формулой:
{\displaystyle {\mathsf {2NaCl+2H_{2}O\rightarrow H_{2}\!\uparrow +Cl_{2}\!\uparrow +2NaOH}}}
Едкая щёлочь и хлор вырабатываются тремя электрохимическими методами. Два из них — электролиз с твёрдым катодом (диафрагменный и мембранный методы), третий — электролиз с жидким ртутным катодом (ртутный метод).
В мировой производственной практике используются все три метода получения хлора и каустика с явной тенденцией к увеличению доли мембранного электролиза.
| Показатель на 1 тонну NaOH  | Ртутный метод | Диафрагменный метод | Мембранный метод |
| --------------------------- | ------------- | ------------------- | ---------------- |
| Выход хлора, %              | 99            | 96                  | 98,5             |
| Электроэнергия, кВт·ч       | 3150          | 3260                | 2520             |
| Концентрация NaOH, %        | 50            | 12                  | 35               |
| Чистота хлора, %            | 99,2          | 98                  | 99,3             |
| Чистота водорода, %         | 99,9          | 99,9                | 99,9             |
| Массовая доля O2 в хлоре, % | 0,1           | 1—2                 | 0,3              |
| Массовая доля Cl− в NaOH, % | 0,003         | 1—1,2               | 0,005            |

В России приблизительно 35 % от всего выпускаемого каустика вырабатывается электролизом с ртутным катодом и 65 % — электролизом с твёрдым катодом.

#### Диафрагменный метод

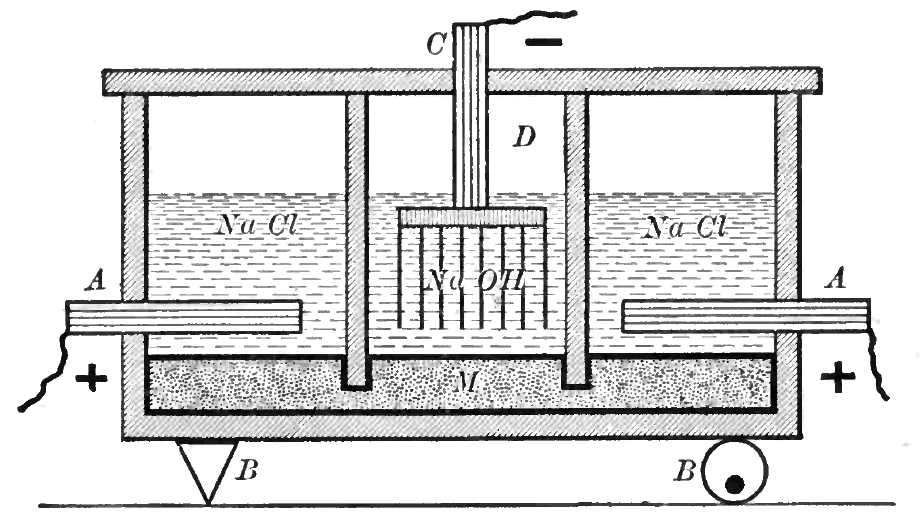
Схема старинного диафрагменного электролизера для получения хлора и щёлоков: А — анод, В — изоляторы, С — катод, D — пространство заполненное газами (над анодом — хлор, над катодом — водород), М — диафрагма

Наиболее простым из электрохимических методов в плане организации процесса и конструкционных материалов для электролизера является диафрагменный метод получения гидроксида натрия.
Раствор соли в диафрагменном электролизере непрерывно подаётся в анодное пространство и протекает через, как правило, нанесённую на стальную катодную сетку асбестовую диафрагму, в которую иногда добавляют небольшое количество полимерных волокон.
Во многих конструкциях электролизеров катод полностью погружен под слой анолита (электролита из анодного пространства), а выделяющийся на катодной сетке водород отводится из под катода при помощи газоотводных труб, не проникая через диафрагму в анодное пространство благодаря противотоку.
Противоток — очень важная особенность устройства диафрагменного электролизера. Именно благодаря противоточному потоку, направленному из анодного пространства в катодное через пористую диафрагму, становится возможным раздельное получение щёлоков и хлора. Противоточный поток рассчитывается так, чтобы противодействовать диффузии и миграции OH- ионов в анодное пространство. Если величина противотока недостаточна, тогда в анодном пространстве в больших количествах начинает образовываться гипохлорит-ион (ClO-), который затем может окисляться на аноде до хлорат-иона ClO3-. Образование хлорат-иона серьёзно снижает выход по току хлора и является основным побочным процессом в этом методе получения гидроксида натрия. Также вредит и выделение кислорода, которое, к тому же, ведёт к разрушению анодов и, если они из углеродных материалов, попаданию в хлор примесей фосгена.
На аноде
{\displaystyle {\mathsf {2Cl^{-}\!\rightarrow Cl_{2}\!+2e^{-}}}} — основной процесс;
{\displaystyle {\mathsf {2H_{2}O\rightarrow O_{2}+4H^{+}\!+4e^{-}}}};
{\displaystyle {\mathsf {6ClO^{-}\!+3H_{2}O\rightarrow 2ClO_{3}^{-}+4Cl^{-}\!+1.5O_{2}\!\uparrow \!+\ 6H^{+}\!+6e^{-}}}.}
На катоде
{\displaystyle {\mathsf {2H_{2}O+2e^{-}\!\rightarrow H_{2}\!\uparrow +2OH^{-}}}} — основной процесс;
{\displaystyle {\mathsf {ClO^{-}+H_{2}O+2e^{-}\!\rightarrow Cl^{-}+2OH^{-}}}};
{\displaystyle {\mathsf {ClO_{3}^{-}+3H_{2}O+6e^{-}\!\rightarrow Cl^{-}+6OH^{-}}}.}
В качестве анода в диафрагменных электролизерах может использоваться графитовый или угольный электроды. На сегодня их, в основном, заменили титановые аноды с окисидно-рутениево-титановым покрытием (аноды ОРТА) или другие малорасходуемые аноды.
На следующей стадии электролитический щёлок упаривают и доводят содержание в нём NaOH до товарной концентрации 42—50 % масс. в соответствии со стандартом.
Поваренная соль, сульфат натрия и другие примеси при повышении их концентрации в растворе выше их предела растворимости выпадают в осадок. Раствор едкой щёлочи декантируют от осадка и передаётся в качестве готового продукта на склад или продолжают стадию упаривания для получения твёрдого продукта, с последующим плавлением, превращением в чешуйки или гранулы.
Выпавшую в осадок в виде кристаллов поваренную соль возвращают назад в процесс, приготавливая из неё так называемый обратный рассол. От неё, во избежание накапливания примесей в растворах, перед приготовлением обратного рассола отделяют примеси.
Убыль анолита восполняют добавкой свежего рассола, получаемого подземным выщелачиванием соляных пластов, минеральных рассолов типа бишофита, предварительно очищенного от примесей или растворением галита. Свежий рассол перед смешиванием его с обратным рассолом очищают от механических взвесей и большей части ионов кальция и магния.
Полученный хлор отделяется от паров воды, сжимается компрессорами и подаётся либо на производство хлорсодержащих продуктов, либо на сжижение.
Благодаря относительной простоте и дешевизне диафрагменный метод получения гидроксида натрия до сих пор широко используется в промышленности.

#### Мембранный метод
Мембранный метод производства гидроксида натрия наиболее энергоэффективен, однако сложен в организации и эксплуатации.
С точки зрения электрохимических процессов мембранный метод подобен диафрагменному, но анодное и катодное пространства полностью разделены непроницаемой для анионов катионообменной мембраной. Благодаря этому свойству становится возможным получение более чистых, чем в случае с диафрагменного метода, щелоков. Поэтому в мембранном электролизере, в отличие от диафрагменного, не один поток, а два.
В анодное пространство поступает, как и в диафрагменном методе, поток раствора соли. А в катодное — деионизированная вода.
Из анодного пространства вытекает поток обеднённого анолита, содержащего также примеси гипохлорит- и хлорат-ионов и хлор, а из катодного — щёлока и водород, практически не содержащие примесей и близкие к товарной концентрации, что уменьшает затраты энергии на их упаривание и очистку.
Щёлочь, получаемая с помощью мембранного электролиза, практически не уступает по качеству получаемой при помощи метода с использованием ртутного катода и постепенно заменяет щёлочь, получаемую ртутным методом.
Однако питающий раствор соли (как свежий, так и оборотный) и вода предварительно максимально очищается от любых примесей. Такая тщательная очистка объясняется высокой стоимостью полимерных катионообменных мембран и их уязвимостью для примесей в питающем растворе.
Кроме того, ограниченная геометрическая форма, а также низкая механическая прочность и термическая стойкость ионообменных мембран во многом определяют сравнительно сложные конструкции установок мембранного электролиза. По той же причине мембранные установки требуют наиболее сложных систем автоматического контроля и управления.
Схема мембранного электролизера.

#### Ртутный метод с жидким катодом
В ряду электрохимических методов получения щёлоков самым эффективным способом является электролиз с ртутным катодом.
Щёлоки, полученные при электролизе с жидким ртутным катодом, значительно чище полученных диафрагменным способом (для некоторых производств это критично). Например, в производстве искусственных волокон можно применять только высокочистый каустик), а по сравнению с мембранным методом организация процесса при получении щёлочи ртутным методом гораздо проще.
Установка для ртутного электролиза состоит из электролизёра, разлагателя амальгамы и ртутного насоса, объединённых между собой ртутепроводами.
Катодом электролизёра служит поток ртути, прокачиваемой насосом. Аноды — графитовые, угольные или малоизнашивающиеся (ОРТА, ТДМА или другие). Вместе с ртутью через электролизёр непрерывно течёт поток питающего раствор поваренной соли.
На аноде происходит окисление ионов хлора из электролита, и выделяется хлор:
{\displaystyle {\mathsf {2Cl^{-}\rightarrow Cl_{2}+2e^{-}}}} — основной процесс;
{\displaystyle {\mathsf {2H_{2}O\rightarrow O_{2}+4H^{+}+4e^{-}}}};
{\displaystyle {\mathsf {6ClO^{-}+3H_{2}O\rightarrow 2ClO_{3}^{-}+4Cl^{-}+1,5O_{2}+6H^{+}+6e^{-}}}.}
Хлор и анолит отводится из электролизёра. Анолит, выходящий из электролизёра, донасыщают свежим галитом, извлекают из него примеси, внесённые с ним, а также вымываемые из анодов и конструкционных материалов, и возвращают на электролиз. Перед донасыщением из анолита извлекают растворённый в нём хлор.
На катоде восстанавливаются ионы натрия, которые образуют низкоконцентрированный раствор натрия в ртути (амальгаму натрия):
{\displaystyle {\mathsf {Na^{+}+e^{-}{\xrightarrow[{}]{Hg}}NaHg}}.}
Амальгама непрерывно перетекает из электролизёра в разлагатель амальгамы. В разлагатель также непрерывно подаётся высокоочищенная вода. В нём амальгама натрия в результате самопроизвольного химического процесса почти полностью разлагается водой с образованием ртути, раствора каустика и водорода:
{\displaystyle {\mathsf {2NaHg+2H_{2}O\ {\xrightarrow[{-Hg}]{}}\ 2NaOH+H_{2}\uparrow }}.}
Полученный таким образом раствор каустика, являющийся товарным продуктом, практически не содержит примесей. Ртуть почти полностью освобождается от металлического натрия и возвращается в электролизер. Водород отводится на очистку.
Растущие требования к экологической безопасности производств и дороговизна металлической ртути ведут к постепенному вытеснению ртутного метода методами получения щёлочи с твёрдым катодом, в особенности мембранным методом.

#### Лабораторные методы получения
В лаборатории гидроксид натрия иногда получают химическими способами, но чаще используется небольшой электролизёр диафрагменного или мембранного типа.

## Рынок каустической соды
В России и Беларуси, согласно ГОСТ 2263-79 (утратил силу), производятся следующие марки натра едкого:
- ТР — твёрдый ртутный (чешуированный);
- ТД — твёрдый диафрагменный (плавленый);
- РР — раствор ртутный;
- РХ — раствор химический;
- РД — раствор диафрагменный.

| Наименование показателя                      | ТР ОКП 21 3211 0400                                          | ТД ОКП 21 3212 0200                                      | РР ОКП 21 3211 0100            | РХ 1 сорт ОКП 21 3221 0530                                                 | РХ 2 сорт ОКП 21 3221 0540                                                 | РД Высший сорт ОКП 21 3212 0320                                            | РД Первый сорт ОКП 21 3212 0330                                            |
| -------------------------------------------- | ------------------------------------------------------------ | -------------------------------------------------------- | ------------------------------ | -------------------------------------------------------------------------- | -------------------------------------------------------------------------- | -------------------------------------------------------------------------- | -------------------------------------------------------------------------- |
| Внешний вид                                  | Чешуированная масса белого цвета. Допускается слабая окраска | Плавленая масса белого цвета. Допускается слабая окраска | Бесцветная прозрачная жидкость | Бесцветная или окрашенная жидкость. Допускается выкристаллизованный осадок | Бесцветная или окрашенная жидкость. Допускается выкристаллизованный осадок | Бесцветная или окрашенная жидкость. Допускается выкристаллизованный осадок | Бесцветная или окрашенная жидкость. Допускается выкристаллизованный осадок |
| Массовая доля гидроксида натрия, %, не менее | 98,5                                                         | 94,0                                                     | 42,0                           | 45,5                                                                       | 43,0                                                                       | 46,0                                                                       | 44,0                                                                       |

## Основные сферы применения

Биодизельное топливо

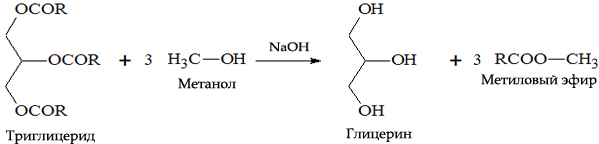
Получение биодизеля

Едкий натр применяется во множестве отраслей промышленности и для бытовых нужд:
- Каустик применяется в целлюлозно-бумажной промышленности для делигнификации (сульфатный процесс) целлюлозы, в производстве бумаги, картона, искусственных волокон, древесно-волоконных плит.
- Для омыления жиров при производстве мыла, шампуня и других моющих средств. В древности во время стирки в воду добавляли золу, и, по-видимому, хозяйки обратили внимание, что если зола содержит жир, попавший в очаг во время приготовления пищи, то посуда легко моется. О профессии мыловара (сапонариуса) впервые упоминает примерно в 385 году нашей эры Теодор Присцианус. Арабы варили мыло из масел и соды с VII века, сегодня мыла производятся тем же способом, что и 10 веков назад. В настоящее время продукты на основе гидроксида натрия (с добавлением гидроксида калия), нагретые до +50…+60 °C, применяются в сфере промышленной мойки для очистки изделий из нержавеющей стали от жира и других масляных веществ, а также остатков механической обработки.
- В химических отраслях промышленности — для нейтрализации кислот и кислотных оксидов, как реагент или катализатор в химических реакциях, в химическом анализе для титрования, для травления алюминия и в производстве чистых металлов, в нефтепереработке — для производства масел.
- Для изготовления биодизельного топлива, получаемого из растительных масел и используемого для замены обычного дизельного топлива. Для получения биодизеля к девяти массовым единицам растительного масла добавляется одна массовая единица спирта (то есть соблюдается соотношение 9:1), а также щелочной катализатор (NaOH). Полученный эфир (главным образом линолевой кислоты) отличается хорошей воспламеняемостью, обеспечиваемой высоким цетановым числом. Цетановое число — условная количественная характеристика самовоспламеняемости дизельных топлив в цилиндре двигателя (аналог октанового числа для бензинов). Если для минерального дизтоплива характерен показатель в 50—52 %, то метиловый эфир уже изначально соответствует 56—58 % цетана. Сырьём для производства биодизеля могут быть различные растительные масла: рапсовое, соевое и другие, кроме тех, в составе которых высокое содержание пальмитиновой кислоты (пальмовое масло). При его производстве в процессе этерификации также образуется глицерин, который используется в пищевой, косметической и бумажной промышленности, либо перерабатывается в эпихлоргидрин по методу Solvay.
- В качестве агента для растворения засоров канализационных труб, в виде сухих гранул или в составе гелей (наряду с гидроксидом калия). Гидроксид натрия дезагрегирует засор и способствует лёгкому продвижению его далее по трубе.
- В гражданской обороне для дегазации и нейтрализации отравляющих веществ, в том числе зарина, в ребризерах (изолирующих дыхательных аппаратах (ИДА), для очистки выдыхаемого воздуха от углекислого газа.
- В текстильной промышленности — для мерсеризации хлопка и шерсти. При кратковременной обработке едким натром с последующей промывкой волокно приобретает прочность и шелковистый блеск.
- Гидроксид натрия также используется для мойки пресс-форм автопокрышек.
- В приготовлении пищи: для мытья и очистки фруктов и овощей от кожицы, в производстве шоколада и какао, напитков, мороженого, окрашивания карамели, для размягчения маслин и придания им чёрной окраски, при производстве хлебобулочных изделий. Зарегистрирован в качестве пищевой добавки E-524. Некоторые блюда готовятся с применением каустика:
  - лютефиск — скандинавское блюдо из рыбы — сушёная треска вымачивается 5—6 дней в едкой щёлочи и приобретает мягкую, желеобразную консистенцию.
  - брецель — немецкие крендели — перед выпечкой их обрабатывают в растворе едкой щёлочи, которая способствует образованию уникальной хрустящей корочки.
- В косметологии для удаления ороговевших участков кожи, бородавок, папиллом.
- В водоподготовке используется для регенерации анионитов в OH-формах
- В фотографии — как ускоряющее вещество в проявителях для высокоскоростной обработки фотографических материалов[2][3].

## Меры предосторожности при обращении с гидроксидом натрия

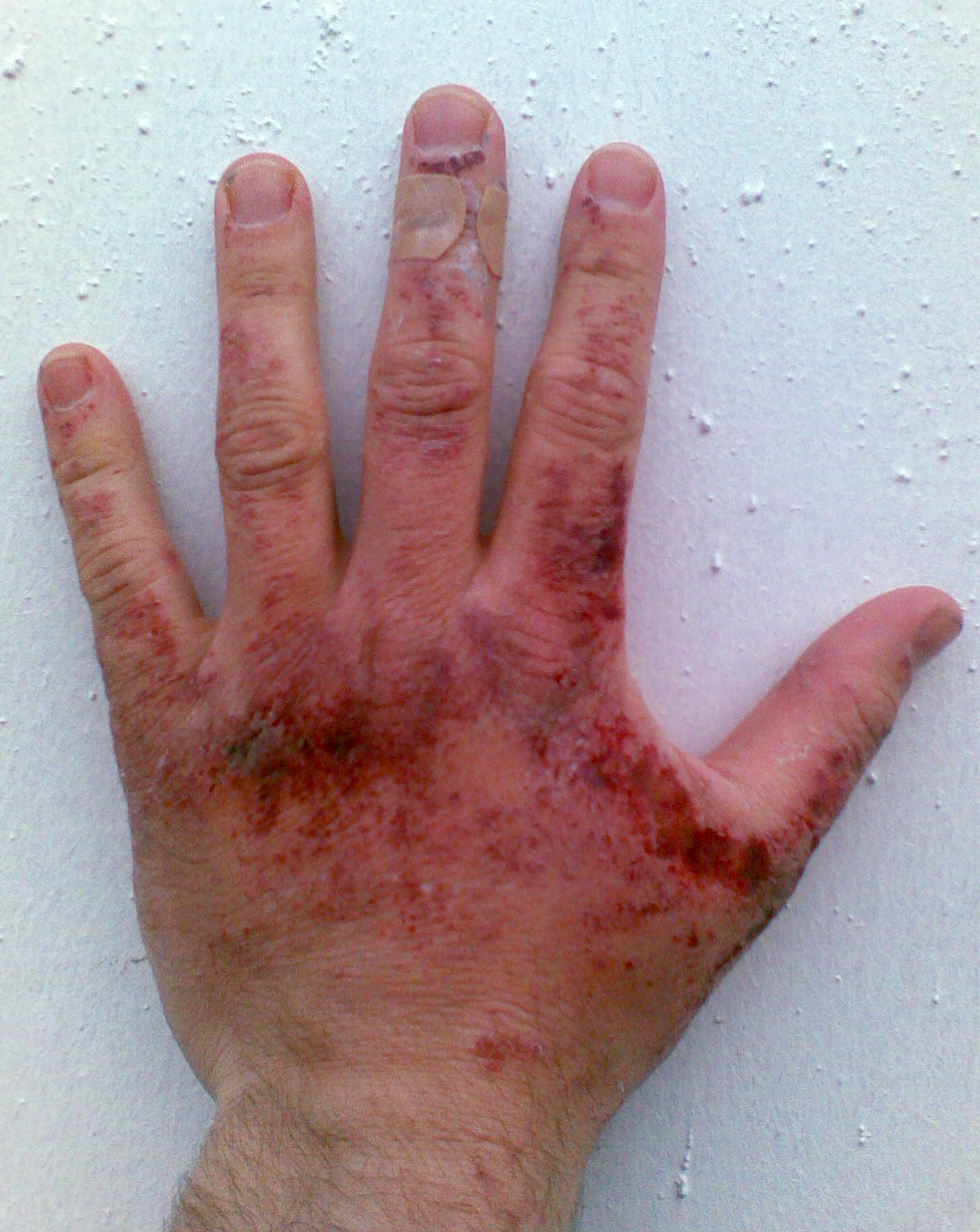
Химический ожог в результате действия раствора гидроксида натрия. Фотография сделана через 44 часа после воздействия

Гидроксид натрия (едкий натр) — едкое и весьма токсичное вещество, обладающее ярко выраженными щелочными свойствами. По ГОСТ 12.1.005-76 едкий натр относится к вредным веществам 2-го класса опасности. Поэтому при работе с ним нужно соблюдать осторожность. При попадании на кожу, слизистые оболочки и в глаза образуются серьёзные химические ожоги. Попадание больших количеств едкого натра в глаза вызывает необратимые изменения зрительного нерва (атрофию) и, как следствие, потерю зрения.
При контакте слизистых поверхностей с едкой щёлочью необходимо промыть поражённый участок струёй воды, а при попадании на кожу — слабым раствором уксусной и борной кислоты. При попадании едкого натра в глаза следует немедленно промыть их сначала раствором борной кислоты, а затем водой.
Предельно допустимая концентрация аэрозоля гидроксида натрия NaOH в воздухе рабочей зоны составляет 0,5 мг/м³ в соответствии с ГОСТ 12.1.007-76.
Гидроксид натрия негорюч; пожаро- и взрывобезопасен.

## Охрана природы
Едкий натр — опасное вещество для окружающей среды, подавляет биохимические процессы, оказывает токсическое действие.
Защита окружающей среды должна быть обеспечена соблюдением требований технологического регламента, правил перевозки и хранения.
Предельно допустимая концентрация (ПДК) едкого натра в воде водных объектов хозяйственно-питьевого и культурно-бытового водопользования (по катионам натрия) составляет 200 мг/дм3, 2-й класс опасности в соответствии с гигиеническими нормативами. Необходим контроль водородного показателя (pH 6,5-8,5 и не более).
Ориентировочно безопасный уровень воздействия (ОБУВ) едкого натра в атмосферном воздухе населённых мест составляет 0,01 мг/м3 в соответствии с гигиеническими нормативами.
При утечке или же рассыпании значительного количества едкий натр нейтрализуют слабым раствором кислоты. Нейтрализованный раствор направляют на обезвреживание и утилизацию.